# David Bushnell (Erfinder)
David Bushnell (* 30. August 1740 in Saybrook, Colony of Connecticut; † 1824 in Warrenton, Georgia) war ein US-amerikanischer Erfinder und Yale-Absolvent zur Zeit des Amerikanischen Befreiungskrieges.
Er gilt als der Erfinder des ersten richtigen U-Boots, der Turtle. Die Turtle verfügte zum Antrieb über zwei mit Handkurbeln betriebene Schrauben und nicht (wie die Vorläufer) über Segel oder Ruderer. Außerdem war die Turtle auch das erste U-Boot, das im Zuge eines Krieges eingesetzt wurde, wenngleich sie diesen nicht überstand. Bushnell baute die Turtle mit dem Ziel, die Belagerung der amerikanischen Häfen durch die britische Navy zu beenden. Er gab dem Boot den Namen Turtle, weil es von außen wie eine Schildkröte aussah.

“Bushnell is a man of great mechanical powers, fertile in invention and a master of execution”

„Bushnell ist ein Mann mit großartigem technischem Leistungsvermögen, erfindungsreich und ein Meister der Ausführung“